# Новояблоновский
Новояблоновский — хутор в Кашарском районе Ростовской области.
Входит в состав Верхнемакеевского сельского поселения.

## География
На хуторе имеется одна улица: Победы.

## Население
| 2010 |
| ---- |
| 0    |